# Grad Damen
Grad Damaen (Breda, 14 agosto 1997) è un calciatore olandese, centrocampista del Kozakken Boys.

## Caratteristiche tecniche
È un mediano.

## Carriera
Cresciuto nel settore giovanile del NAC Breda, ha esordito in prima squadra il 23 ottobre 2015 disputando l'incontro di Eerste Divisie vinto 4-0 contro lo Sparta Rotterdam.

## Statistiche
Statistiche aggiornate al 15 maggio 2019.

### Presenze e reti nei club
| Stagione        | Squadra         | Campionato      | Campionato | Campionato | Coppe nazionali | Coppe nazionali | Coppe nazionali | Coppe continentali | Coppe continentali | Coppe continentali | Altre coppe | Altre coppe | Altre coppe | Totale | Totale | Totale |
| Stagione        | Squadra         | Comp            | Pres       | Reti       | Comp            | Pres            | Reti            | Comp               | Pres               | Reti               | Comp        | Pres        | Reti        | Pres   | Reti   |        |
| --------------- | --------------- | --------------- | ---------- | ---------- | --------------- | --------------- | --------------- | ------------------ | ------------------ | ------------------ | ----------- | ----------- | ----------- | ------ | ------ | ------ |
| 2015-2016       | NAC Breda       | 1D              | 6          | 1          | CO              | 0               | 0               |                    | -                  | -                  |             | -           | -           | 6      | 1      |        |
| 2016-2017       | NAC Breda       | 1D              | 13+2       | 0          | CO              | 0               | 0               |                    | -                  | -                  |             | -           | -           | 15     | 0      |        |
| 2017-2018       | Helmond Sport   | 1D              | 24         | 1          | CO              | 0               | 0               |                    | -                  | -                  |             | -           | -           | 24     | 1      |        |
| 2018-2019       | NAC Breda       | ED              | 4          | 0          | CO              | 0               | 0               |                    | -                  | -                  |             | -           | -           | 4      | 0      |        |
| Totale carriera | Totale carriera | Totale carriera | 49         | 2          |                 | 0               | 0               |                    | -                  | -                  |             | -           | -           | 49     | 2      |        |